# Russell Latapy
Russell Nigel Latapy (le 2 août 1968 né à Laventille) est un joueur de football international de l'équipe de Trinité-et-Tobago. Ce joueur de 1,69 m pour 72 kg est l'un des joueurs les plus connus dans son pays avec Dwight Yorke, l'ancien joueur de Manchester United. 

## Biographie
À 38 ans, il dispute en 2006 sa première coupe du monde, qui est aussi la première pour son pays. Il commence sa carrière internationale à l'âge de 20 ans. 18 ans plus tard, il joue encore au haut niveau. Il est élu meilleur joueur de son pays quatre fois : en 1983, 1985, 1989 et 1996.
Excellent dribbleur, il est un meneur de jeu hors pair et sait remettre son équipe dans le sens de la marche quand il le faut. Une de ses particularités les plus anecdotiques est que fumer environ 15 cigarettes par jour ne l'empêche par de courir et de marquer des buts[réf. nécessaire]
Le 2 décembre 2006, il est élu homme du match après la victoire 1-0 de Falkirk contre Rangers FC, la première victoire en championnat de Falkirk contre leurs rivaux de Glasgow depuis 36 ans. Il a passé la majeure partie de sa carrière en Europe.

## Carrière joueur
- 1987-1988 : United Petrotrin  Trinité-et-Tobago
- 1989-1990 : Portmore United  Trinité-et-Tobago
- 1990-1994 : Académica de Coimbra  Portugal
- 1994-1996 : FC Porto  Portugal
- 1996-1998 : Boavista  Portugal
- 1998-2001 : Hibernian Édimbourg  Écosse
- 2001-déc. 2002 : Glasgow Rangers  Écosse
- jan. 2003-2003 : Dundee United  Écosse
- 2003-déc. 2008 : Falkirk  Écosse
- jan. 2009-? : Caledonia AIA  Trinité-et-Tobago

## Carrière entraîneur
- avr. 2009-mars 2011 : sélectionneur  Trinité et Tobago

## Sélections
- 78 sélections et 29 buts avec l'équipe de Trinité-et-Tobago de 1988 à 2009.